# Кагю
Традицията Кагю (тиб. bka'brgyud) е една от четирите основни школи на тибетския будизъм (другите три са Нингма, Сакя и Гелуг). Тя се формира в периода на повторното разпространение на будизма в Тибет през 11 – 12 век и следователно принадлежи към традицията на новите преводи или Сарма. Нейният произход може да бъде проследен до ученията на индийските будистки
майстори, известни като 84-та махасидхи, които от 5 век започнали да преподават, пазените дотогава в голяма секретност учения на Ваджраяна малко по-открито. В рамките на традицията Кагю се развили две основни направления: Марпа Кагю и Шангпа Кагю.

## Произход и название. Индийски корени
„Кагю“ (буквално „устна приемственост“) обикновено са интерпретира като съкратена форма на Ка баб ши гю па (тиб.) и се отнася до четири приемствености, които Тилопа (988 – 1069) получил от своите учители. Няма пълно съответствие между историческите източници за това кои са те, но най-често споменаваните имена са тези на Индрабодхи, Нагарджуна, Накпопа, Лавапа, Матанга и дакини Субхагини (Калпа Бхадра). Тези приемствености включвали различни цикли от Анутарайога-тантра (като Гухясамаджа, Чакрасамвара, Махамая, Чатупитха, Хеваджара и други), инструкции за практиките от етапа на осъществяване (тиб. дзог рим) със знаци, впоследствие станали известни като Шестте доктрини на Наропа и Великия Печат или Махамудра.
Счита се, че Тилопа е получил инструкции не само от тези учители. но и директно от Ваджрайогини (скт.; тиб. Дордже Налджорма) и Буда Ваджрадхара (скт.; тиб. Дордже Чанг), който е източник на всички школи на новите преводи.
Тилопа има няколко ученици, но основен продължител на неговата линия станал Наропа (1016 – 1100), известен също и като „великия пандит“, защото преди да стане ученик на Тилопа е един от водещите учени в прочутия по това време будистки университет Наланда (5 – 12 в.). След като преодолял множество трудности, Наропа получил от Тилопа дванадесет учения. Впоследствие той систематизирал част от тях т. нар. Шест доктрини на Наропа, които заедно с ученията на Великия Печат, се превърнали в „запазена марка“ на всички Кагю-школи.
В съответствие с предсказанието, направено от Тилопа, главен ученик и следващ държател на приемствеността станал тибетецът Марпа.

## Други наименования
Традицията Кагю е известна и като линия на практиката или на осъществяването (тиб. Друбгю), защото в нейните учения специално се акцентира върху важността на практикуването на медитация. Във връзка с някои от ученията, които получил Тилопа, Кагю понякога е наричана и линията на предаване чрез шепота (на дакините). Алтернативния вариант на изписване Каргю води началото си от школата Другпа Кагю и се отнася до носенето на традиционните бели (тиб. кар) памучни дрехи от практикуващите тази линия.

## Марпа Кагю
Марпа Чьоки Лодро (1012 – 1097), известен и като Преводачът Марпа (Марпа Лоцава), посетил няколко пъти Непал и три пъти Индия, където се обучавал при 13 основни наставници, между които Майтрипа, който му предал ученията на Великия Печат, а също Джнянагарбха, Куккурипа (Шантибхадра), Атиша и Нигума. Главният учител на Марпа обаче е Наропа.
Марпа пренесъл в Тибет над петдесет тантри и през 19 век Джамгон Конгтрул Лодро Тхайе (1813 – 1899) включил четиринадесет от тях том трети на своите „Пет велики съкровища“, нарече „Съкровищницата с мантри на Кагю“ (тиб. Кагю нгаг дзьо).
Марпа има четирима главни ученика, известни като четирите колони: Нгок Чходор Дордже, Цхуртон Уангпо, Метон Цонпо прочутия поет и йогин Миларепа (1052 – 1135). Всеки от тях получил специални инструкции, но като цяло се счита, че Нгокпа станал носител на знанието и коментарите, а Миларепа – на практиката.
Миларепа има 25 основни ученика, между които най-изявени са Гампопа и Речунгпа, реализацията на които бива сравнявана със слънцето и луната.

## Школи, произлезли от приемствеността на Марпа

### Дагпо Кагю
Основател на тази школа е Гампопа (1079 – 1153), известен и като Лекарят от Дагпо (тиб. Дагпо Лхадже). Преди да стане ученик на Миларепа, той получава много солидно образование в школата Кадам, основана от ученика на Атиша (979 – 1054) Дромтон. Гампопа въвежда монашеската традиция в Кагю, а неговото най-известно произведение „Скъпоценният орнамент на освобождението“ (тиб. Дагпо Таргиен) се превърнало в образец на всички по-късни тибетски текстове, които описвали постепенния път (тиб. Лам рим) на сутра – Махаяна.

### Речунг Кагю
Основател на тази школа е Речунг Дордже Драгпа (1084 – 1161) или Речунгпа, a Цанг Ньон Херука (1452 – 1507), считан за негово прераждане станал най-значимия биограф на Марпа и Миларепа. На 15 г. Речунгпа се разболял и заминал на лечение в Индия, където се обучавал при Балачандра. По-късно, Миларепа повторно го изпраща в Индия, за да получи от Типупа (Дхарма Доде) много специалните учения на безформените дакини. Тази приемственост е съхранена и днес, напр. в тулку – линията на 15-ия Чанглинг Ринпоче.

### Четирите „големи“ и осемте „малки“ Кагю-школи
Четиримата най-близки ученици на Гампопа основали „Четирите големи“ Кагю-школи: Карма Кагю на Първия Гялва Кармапа Дюсум Кхиенпа (1110 – 1193), Цалпа Кагю на Шанг Цалпа Цьондру Драг, Баром Кагю на Баром Дхарма Уангчук и Пхагдру Кагю на Пхагмо Друпа Дордже Гялпо (1110 – 1170). Гампопа има и пети много важен ученик наречен Салтон Шогам, но той не оставил приемственост.
По-късно възникнали и други осем школи (Дрикунг, Таклунг, Ямзанг, Тропху, Шугсеб, Йерпа, Марцанг и Друкпа), наречени „осемте малки“, защото са създадени от учениците на Пхагмо Друпа. Мнозинството от тях впоследствие изгубват влиянието си и се сливат с други приемствености.
От тези, които съхраняват самостоятелното си значение, най-важни се оказват Карма Кагю, Дрикунг Кагю на Кьобпа Джигтен Сумгьон (1143 – 1217) и Друкпа Кагю създадена от Лингрепа (1128 – 1189) и неговият ученик Цангпа Гяре (1161 – 1211), която впоследствие се разделила на три субтрадиции, една от които получила широко разпространение в Бутан.

### Основни учения
Както и в другите школи на тибетския будизъм, така и в Кагю се изучават и практикуват и трите пътя или колесници (скт. яни) преподадени от Буда: Малкия път или Хинаяна (традицията Муласарвастивада), Големия път или Махаяна (традицията на най-дълбокия възглед идваща от Манджушри и Нагарджуна и традицията на всеобхватното действие водеща началото си от Майтрея и Асанга) и Диамантения път или Ваджраяна, като тантрите се класифицират в четири категории: трите „низши“ класа (крия, чаря и йога) и „ненадминатата“ или Маха-Анутара-Йога-тантра, която допълнително се разделя на бащина, майчина и недуална.
Във всички Кагю школи се изучават предмети като Абидхарма, Прамана, Мадхямака, Праджняпарамита и Виная, но всяка школа има собствени коментари поясняващи изходните индийски текстове.
През вековете в Кагю школите навлизат различни Нингма приемствености, както и практиката Чод на Мачиг Лабдрон, но учението, което дава идентичност на Кагю е Великия Печат или Махамудра (тиб. Чагя Ченпо), който има три аспекта: основа, път и плод.
Обикновено се разграничават две основни приемствености, които Марпа получава от своите индийски учители, като за източник и на двете се счита Буда Ваджрадхара:
Пътят на методите (тиб. таб лам), наречен също и близката приемственост, който идва от Тилопа и Наропа и включва медитация върху различни буда-аспекти (идами) и практиките, известни като Шестте доктрини на Наропа. Тези мощни трансформиращи методи позволяват бързо навлизане в истинската природа на ума или Великия Печат.
Пътят на освобождението (тиб. тар лам) или далечната приемственост от Ратнамати, Сараха, Нагарджуна, Шаварипа (Шабара) и Майтрипа. Великият Печат може да се практикува както в контекста на тантра, така и на сутра, но линията идваща от Сараха е известна най-вече с Махамудра на същността, която представлява директен и непостепенен подход (предаван също и от Тилопа), подходящ за практикуващи с висши способности.
Гампопа слял в един поток сутра-ученията за преобразуване на ума Лоджонг на школата Кадам с приемствеността на Великия Печат от Майтрипа и систематизирал последните в т. нар. четири йоги, съответстващи на петте пътя в Махаяна: еднонасоченост, неизкуственост, един вкус и немедитация.
В типичните за Кагю учения се поставя акцент върху развиването на доверие и отдаденост към коренния учител (тиб. Цаве Лама), койото се вижда като Буда или огледало, което разкрива просветления потенциал (Буда-природата) на ученика. Затова медитацията Гуру-йога
(скр.; тиб. Лами налджор), в която се установява връзка с коренния учител, се счита за сърцевината на различните Кагю-приемствености.
Някои от най-важните тибетски текстове на традицията Кагю са ваджра-песните (доха) и биографиите (тиб. намтар) на индийските и тибетските основатели на линията, произведенията на Гампопа, Дагпо Таши Намгял, Пхагмо Дру, някои Кармапи, Лингрепа, Цанпа Гяре, Друкпа Кюнле, Пема Карпо, Карма Чагме, Джамгон Конгтрул Лодрьо Тхайе и други.

## Шангпа Кагю
Това направление в Кагю е основано от Кюнгпо Налджор (990 – 1139), който прекарал дълго време в Индия и се обучавал при множество различни будистки майстори, но основните му учители са дакини Нигума (считана за сестра или съпруга на Наропа) и дакини Сукхасидхи, както и Майтрипа и Ваджрасана (тиб. Дордже Денпа). След като се завърнал в Тибет, той се установил в долината Шанг (централен Тибет), от където идва патронима Шангпа. Най-известните му ученици са Мочопа, Кйергангпа, Нйентонг Ригонпа и Сандже Тонгпа. Впоследствие традицията се разделила на три подшколи.
В Шангпа Кагю се практикуват пет основни тантри от Анутара-йога, Шестте доктрини на Нигума (аналогични на тези на Наропа) и Великия Печат.
През 19 век Джамгон Конгтрул Лодрьо Тхайе изиграл основна роля за съхраняването на тази приемственост и я предал на Таши Чьопел. Следващ държател на линията става Норбу Тондруп, главен учител на Кябдже Калу Ринпоче (1904 – 1989), който в изгнание установява нейното седалище в Сонада, Индия.

## Основни центрове
Някои от значимите манастири на Кагю в Тибет са Дагла Гампо, основан от Гампопа през 1122 г., резиденцията на Кармапа – Цурпху (1189), както и манастирите Палпунг на Ситу Ринпоче, Янгпачен на Шамар Ринпоче, Денсатхил на Пхагмо Дру, Дрикунгхил, Таглунг, Ралунг и Ривоче.

## Съвременно развитие
Из между различните под-школи на традицията Кагю, които проникват запад, най-влиятелна е Карма Кагю, но разпространение получават и Друкпа Кагю, Дрикунг Кагю, Таглунг Кагю и Шангпа Кагю. От гледна точка на броя на центровете, които са основали и проектите, които са осъществили, оказалите най-силно влияние върху разпространението на Кагю традицията на запад са Чогям Трунгпа Ринпоче (1939 – 1987), Калу Ринпоче (1904 – 1991) и Лама Оле Нидал, Тай Ситу Римпоче, Шамарпа и Кармапа (Карма или Камцанг Кагю), Йеше Друкпа, Лама Гялванг Друкпа Римпоче от Друкпа, Кябдже Гарчен Римпоче от Дрикунг, Тулку Урген Римпоче (сега освен Кагю също и в традиция Нингмапа), Йеше Лодой Римоче и Тело Тулку Римпоче (еманации на гуру Тилопа сега в традция Гелуг).